# Tournoi d'ouverture du championnat du Salvador de football 2005
Navigation
Saison précédente Saison suivante
Le Tournoi Apertura 2005 est le quinzième tournoi saisonnier disputé au Salvador.
C'est cependant la 62e fois que le titre de champion du Salvador est remis en jeu.
Lors de ce tournoi, le Club Deportivo FAS a tenté de conserver son titre de champion du Salvador face aux neuf meilleurs clubs salvadoriens.
Chacun des dix clubs participant était confronté deux fois aux neuf autres équipes. Puis les quatre meilleurs se sont affrontés lors d'une phase finale à la fin du tournoi.
Seulement une place était qualificative pour la Copa Interclubes UNCAF.

## Les 10 clubs participants
| \| CD Águila Alianza FC San Salvador FC CD Atlético Balboa CD Chalatenango Club Deportivo FAS AD Isidro-Metapan CD Luis Ángel Firpo Once Municipal Alianza FC San Salvador FC CD Vista Hermosa \| Localisation des clubs. |
| CD Águila Alianza FC San Salvador FC CD Atlético Balboa CD Chalatenango Club Deportivo FAS AD Isidro-Metapan CD Luis Ángel Firpo Once Municipal Alianza FC San Salvador FC CD Vista Hermosa                               |

| Club                | Stade                        | Capacité | Ville                |
| Alianza FC          | Stade Cuscatlán              | 45 925   | San Salvador         |
| CD Águila           | Stade Juan Francisco Barraza | 10 000   | San Miguel           |
| CD Chalatenango     | Stade José Gregorio Martínez | 15 000   | Chalatenango         |
| CD Atlético Balboa  | Stade Marcelino Imbers       | 4 000    | La Unión             |
| Club Deportivo FAS  | Stade Oscar Quiteño          | 15 000   | Santa Ana            |
| AD Isidro-Metapan   | Stade Jorge Calero Suárez    | 8 000    | Metapán              |
| CD Luis Ángel Firpo | Stade Sergio Torres          | 5 000    | Usulután             |
| Once Municipal      | Stade Simeón Magaña          | 5 000    | Ahuachapán           |
| San Salvador FC     | Stade Cuscatlán              | 45 925   | San Salvador         |
| CD Vista Hermosa    | Stade Correcaminos           | 12 000   | San Francisco Gotera |

## Compétition
Le tournoi Apertura se déroule de la même façon que les tournois des championnats précédents, en deux phases :
- La phase de qualification : les dix-huit journées de championnat.
- La phase finale : les matchs aller-retour allant des demi-finales à la finale.

### Phase de qualification
Lors de la phase de qualification les dix équipes affrontent à deux reprises les neuf autres équipes selon un calendrier tiré aléatoirement.
Les quatre meilleures équipes sont qualifiées pour les demi-finales.
Le classement est établi sur le barème de points classique (victoire à 3 points, match nul à 1, défaite à 0).
Le départage final se fait selon les critères suivants :
- Le nombre de points.
- Match d'appui si une qualification est en jeu.
- La différence de buts générale.
- Le nombre de buts marqué.

#### Classement
| Rang | Équipe                 | Pts | J  | G  | N | P  | Bp | Bc | Diff |
| ---- | ---------------------- | --- | -- | -- | - | -- | -- | -- | ---- |
| 1    | AD Isidro-Metapan      | 36  | 18 | 10 | 6 | 2  | 25 | 13 | +12  |
| 2    | CD Vista Hermosa (P)   | 31  | 18 | 10 | 1 | 7  | 28 | 26 | +2   |
| 3    | CD Luis Ángel Firpo    | 27  | 18 | 7  | 6 | 5  | 27 | 17 | +10  |
| 4    | Once Municipal         | 26  | 18 | 7  | 5 | 6  | 25 | 20 | +5   |
| 5    | San Salvador FC        | 24  | 18 | 6  | 6 | 6  | 22 | 26 | -4   |
| 6    | CD Águila              | 23  | 18 | 5  | 8 | 5  | 24 | 20 | +4   |
| 7    | Club Deportivo FAS (T) | 22  | 18 | 5  | 7 | 6  | 21 | 21 | 0    |
| 8    | Alianza FC             | 20  | 18 | 5  | 5 | 8  | 20 | 27 | -7   |
| 9    | CD Chalatenango        | 20  | 18 | 5  | 5 | 8  | 15 | 29 | -14  |
| 10   | CD Atlético Balboa     | 14  | 18 | 3  | 5 | 10 | 26 | 36 | -10  |

| Légende : Qualifications et relégations | Légende : Qualifications et relégations                  |
| --------------------------------------- | -------------------------------------------------------- |
|                                         | Qualifié pour les demi-finales                           |
|                                         | (T) : Tenant du titre (P) : Promu de la saison 2004-2005 |

#### Matchs
| Résultats (▼dom., ►ext.)                                   | Agu | Ali | Bal | Cha | FAS | Lui | Isi | Onc | San | Vis |
| CD Águila                                                  |     | 3-1 | 1-1 | 6-1 | 1-1 | 0-0 | 1-1 | 2-0 | 1-1 | 1-0 |
| Alianza FC                                                 | 2-1 |     | 1-2 | 1-2 | 0-1 | 1-1 | 1-0 | 2-1 | 1-1 | 1-1 |
| CD Atlético Balboa                                         | 1-1 | 1-2 |     | 1-1 | 3-4 | 2-1 | 2-2 | 1-4 | 3-2 | 1-2 |
| CD Chalatenango                                            | 1-0 | 0-0 | 2-1 |     | 2-2 | 1-2 | 0-1 | 0-0 | 0-2 | 1-0 |
| Club Deportivo FAS                                         | 0-1 | 1-1 | 2-1 | 3-0 |     | 1-1 | 0-0 | 0-0 | 0-0 | 1-2 |
| CD Luis Ángel Firpo                                        | 1-0 | 3-0 | 2-2 | 4-1 | 2-1 |     | 1-1 | 1-1 | 1-2 | 3-0 |
| AD Isidro-Metapan                                          | 1-0 | 4-1 | 3-1 | 0-0 | 1-0 | 2-1 |     | 1-0 | 2-0 | 2-1 |
| Once Municipal                                             | 2-2 | 2-1 | 2-1 | 0-1 | 4-1 | 1-0 | 2-1 |     | 0-0 | 4-0 |
| San Salvador FC                                            | 1-1 | 2-1 | 1-0 | 3-1 | 0-3 | 0-3 | 1-1 | 4-1 |     | 1-2 |
| CD Vista Hermosa                                           | 2-1 | 1-3 | 3-2 | 3-1 | 2-0 | 1-0 | 1-2 | 2-1 | 5-1 |     |
| - Victoire à domicile - Match nul - Victoire à l'extérieur |     |     |     |     |     |     |     |     |     |     |

### La phase finale
Les quatre équipes qualifiées sont réparties dans le tableau final d'après leur classement général.
En cas d'égalité sur la somme des deux matchs ou lors de la finale, des prolongations puis une séance de tirs au but ont lieu. 

#### Tableau
|  | 1/2 finale          | 1/2 finale          | 1/2 finale       | 1/2 finale | 1/2 finale | 1/2 finale        |                   |     | Finale | Finale | Finale | Finale | Finale |  |
|  |                     |                     |                  |            |            |                   |                   |     |        |        |        |        |        |  |
|  |                     |                     |                  |            |            |                   |                   |     |        |        |        |        |        |  |
|  |                     |                     |                  |            |            |                   |                   |     |        |        |        |        |        |  |
|  | AD Isidro-Metapan   | AD Isidro-Metapan   | (1)              | 2          | 0          |                   |                   |     |        |        |        |        |        |  |
|  | AD Isidro-Metapan   | AD Isidro-Metapan   | (1)              | 2          | 0          |                   |                   |     |        |        |        |        |        |  |
|  | Once Municipal      | Once Municipal      | (4)              | 1          | 0          |                   |                   |     |        |        |        |        |        |  |
|  | Once Municipal      | Once Municipal      | (4)              | 1          | 0          | AD Isidro-Metapan | AD Isidro-Metapan | (1) | 0      | 0      |        |        |        |  |
|  |                     |                     |                  |            |            |                   | AD Isidro-Metapan | (1) | 0      | 0      |        |        |        |  |
|  |                     | CD Vista Hermosa    | CD Vista Hermosa | (2)        | 0          | 2                 |                   |     |        |        |        |        |        |  |
|  | CD Vista Hermosa    | CD Vista Hermosa    | CD Vista Hermosa | (2)        | 0          | 2                 | (2)               | 0   | 2      | 0(4)   |        |        |        |  |
|  | CD Vista Hermosa    | CD Vista Hermosa    |                  |            |            |                   | (2)               | 0   | 2      | 0(4)   |        |        |        |  |
|  | CD Luis Ángel Firpo | CD Luis Ángel Firpo | (3)              | 1          | 1          | 0(2)              |                   |     |        |        |        |        |        |  |
|  | CD Luis Ángel Firpo | CD Luis Ángel Firpo | (3)              | 1          | 1          | 0(2)              |                   |     |        |        |        |        |        |  |

#### Demi-finales
| Club              | Aller | Retour | Club                | Commentaire       |
| AD Isidro-Metapan | 2-1   | 0-0    | Once Municipal      |                   |
| CD Vista Hermosa  | 0-1   | 2-1    | CD Luis Ángel Firpo | Tirs au but : 4-2 |

#### Finale
| 18 décembre 2005 | AD Isidro-Metapan | 0:2 (a.p.) | CD Vista Hermosa | Stade inconnu |
|                  |                   |            | Buteurs inconnus |               |

## Bilan du tournoi
| Tableau d'Honneur     |                  |
| Compétition           | Vainqueur        |
| Tournoi Apertura 2005 | CD Vista Hermosa |

| Qualifications continentales 2006-2007    |                       |
| Copa Interclubes UNCAF                    | Qualifiés             |
| Premier tour (en)                         | CD Vista Hermosa      |
| Promotion Segunda División El Salvador    | C.D. TACA             |
| Promotion Segunda División de El Salvador | C.D. Municipal Limeño |